# David l'endurant
Pour les articles homonymes, voir Tol'able David.
Pour plus de détails, voir Fiche technique et Distribution.
David l'endurant (Tol'able David) est un film américain réalisé par Henry King, sorti en 1921.
Le film se déroule en Virginie. Un jeune homme, berger de son état, courtise la jeune femme qui habite non loin de chez lui. Mais un jour, un criminel en fuite s'installe avec ses deux fils dans la ferme de la jeune femme. Le jeune berger devra affronter les bandits.

## Synopsis
David Kinemon, le plus jeune fils de fermiers de Virginie-Occidentale, aspire à être traité comme un homme par sa famille et ses voisins, en particulier Esther Hatburn, la jolie fille qui vit avec son grand-père dans une ferme voisine. Cependant, on lui rappelle continuellement qu'il est toujours un garçon, assez « tolérable », mais pas un homme.
David a finalement une chance de faire ses preuves quand le hors-la-loi Iscah Hatburn et ses fils Luke et "Little Buzzard", cousins éloignés des voisins Hatburn des Kinemons, emménagent dans la ferme Hatburn, contre la volonté d'Esther et de son grand-père. Esther dit d'abord à David de ne pas intervenir, disant qu'il n'est pas à la hauteur de ses cousins. Plus tard, les cousins tuent le chien de compagnie de David et paralysent son frère aîné pendant que ce dernier livre le courrier et emmène des passagers en ville dans sa calèche Hackney. Par honneur, le père de David a l'intention de rendre visite au justicierjustice sur les cousins des Hatburn plutôt que de compter sur le shérif local, mais est empêchée par une crise cardiaque brutale et mortelle. David est déterminé à poursuivre les Hatburn à la place de son père, mais sa mère le supplie, arguant qu'il mourra sûrement et qu'avec son père mort et son frère estropié, la maison, y compris la femme de son frère et son fils en bas âge, dépend de lui.
La famille Kinemon, désormais sans père, est expulsée de la ferme et obligée de déménager dans une petite maison en ville. David demande l'ancien travail de son frère de conduire le piratage, mais on lui dit qu'il est trop jeune. Cependant, il trouve du travail au magasin général. Plus tard, lorsque le pilote régulier du hack est renvoyé pour ivresse, David a enfin une chance de piloter le hack. Il perd le sac postal près de la ferme Hatburn, où il est retrouvé par Luke. David se rend à la ferme Hatburn pour demander le sac postal. Il est refusé et entre dans une dispute avec les cousins, au cours de laquelle il est touché au bras. David tire ensuite sur Iscah et le fils cadet et plus tard, après un combat prolongé avec le frère aîné (destiné à rappeler l'histoire de David et Goliath), sort victorieux. Esther s'enfuit pour demander de l'aide et se rend au village, disant que David a été tué. Alors qu'une foule se prépare à aller chercher David, il arrive dans le hack avec le sac de courrier, gravement blessé, et s'effondre. Il est clair pour tous que David, qui n'est plus simplement « tolérable », est un vrai homme et un héros.

## Fiche technique
- Titre : David l'endurant
- Titre original : Tol'able David
- Réalisation : Henry King
- Scénario : Edmund Goulding, Henry King d'après la nouvelle éponyme de Joseph Hergesheimer
- Photographie : Henry Cronjager
- Montage : Duncan Mansfield
- Production : Charles H. Duell
- Société de production : Inspiration Pictures
- Société de distribution : Associated First National Pictures
- Pays de production : États-Unis
- Langue : anglais
- Format : Noir et blanc - 35 mm - 1,37:1 - Muet

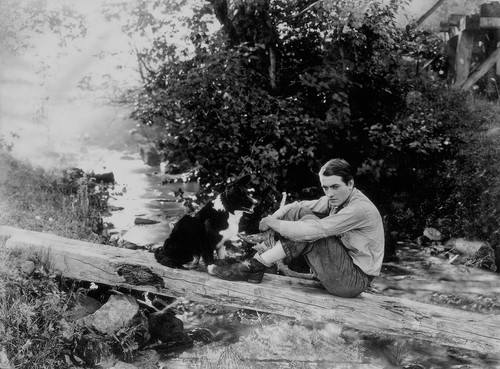
Richard Barthelmess dans le rôle de David Kinemon

- Genre : drame
- Durée : 75 minutes (7 bobines)
- Date de sortie :
  - États-Unis : 31 décembre 1921
- Licence : Domaine public

## Distribution
- Richard Barthelmess : David Kinemon
- Gladys Hulette : Esther Hatburn
- Walter P. Lewis : Isach Hatburn
- Ernest Torrence : Luke Hatburn
- Ralph Yearsley : Ralph Bausfield
- Warner Richmond : Allen Kinemon
- Forrest Robinson : Grand-Père Hatburn
- Laurence Eddinger : Sénateur Gault
- Edmund Gurney : Hunter Kinemon, le père de David
- Marion Abbott: Mme Kinemon, la mère de David
- Henry Hallam : le docteur
- Patterson Dial : Rose Kinemon

## Autour du film
- Le titre original Tol'able est l'abréviation du mot tolerable, qui ne veut pas dire endurant mais moyen ou convenable.
- Le film de 1927 Le Petit Frère se veut un hommage à ce film.

## Distinction
- National Film Preservation Board en 2007.